# Tony Morgan (Segler)
Arthur William Crawford „Tony“ Morgan (* 24. August 1931 in Rochford, Essex; † 9. April 2024) war ein britischer Segler.

## Erfolge
Tony Morgan nahm an den Olympischen Spielen 1964 in Tokio in der Bootsklasse Flying Dutchman teil. Gemeinsam mit Skipper Keith Musto belegte er dank 5556 Gesamtpunkten als Crewmitglied der Lady C den zweiten Platz hinter den Neuseeländern Helmer Pedersen und Earle Wells und vor den US-Amerikanern William Bentsen und Harry Melges. Bereits im Jahr zuvor wurden Musto und Morgan am Starnberger See im Flying Dutchman Vizeweltmeister.